# كلاه بخش
كلاه بخش (بالفارسية: کلاه بخش) هي قرية تقع في قسم سنغ بست الريفي في إيران. يقدر عدد سكانها بـ 0 نسمة بحسب إحصاء 2016.